# Oberamt Haselstein
Das Oberamt Haselstein war eine Gerichts- und Verwaltungseinheit des geistlichen Fürstentums Fulda und des Fürstentums Nassau-Oranien-Fulda.

## Geschichte

### Fulda
780/781 erhielt das Kloster Fulda das Kirchspiel bzw. die Mark Rasdorf als Schenkung. Zentrum dieses Gebietes war zunächst Rasdorf wo um 815 ein fuldisches Eigenkloster entstand. 1300 erfolgte die erste urkundliche Nennung des Amtes Rasdorf, 1308 wurde das officium dieses Amtes an Friedrich von Mansbach gegeben. Die Kirche in Haselstein war zunächst Filialkirche zu Rasdorf und wurde erst 1291 eigenständige Pfarrei. Der militärischen Sicherung des Gebiets diente Burg Haselstein. 1355 wurden H. von Neuenkirchen und B. von Wiesenfeld mit Burg Haselstein und Teilen des Gerichtes Rasdorf belehnt. Durch diese und weitere Verpfändungen wuchsen beide Teile zu einem gemeinsamen Amt mit Sitz in Haselstein zusammen. 1509 wurde das ganze Gericht Haselstein zur Huldigung befohlen. Aber noch bis 1545 bestehen Erwähnungen des Zentgrafen in Rasdorf.
Das Amt war vielfach verpfändet. 1325 war Hertings von Neuenkirchen Pfandnehmer, ab 1401 war es Gottschalk von Buchenau. 1462 kündigte Fulda die Verpfändung und erhielt 1486 eine Hälfte des Amtes von Bosse von Buchenau zurück. Die andere Hälfte besaß inzwischen Landgraf Heinrich von Hessen und wurde 1465 zurückerworben. 1506 wurde das Amt an Melchior von der Tann verschrieben aber bereits 1509 abgelöst. Nun wurde Diez von Ebersberg zum Amtmann ernannt, ohne dass dieser Pfandrechte am Amt besaß. 1537 wurde ein bürgerlicher Amtmann eingesetzt, der den Amtssitz von der verfallenden Burg ins Dorf verlegte. Ab dem Ende des 16. Jahrhunderts kaufte Fulda adlige Güter im Amt auf.
Im 18. Jahrhundert wurde das Amt als Oberamt bezeichnet. An seiner Spitze stand formal ein adliger Oberamtmann. Dieses Amt war aber zum Ende des HRR Sinekure. Oberster Beamter war faktisch vielmehr der Amtsvogt.

### Fürstentum Nassau-Oranien-Fulda
Das Fürstentum Nassau-Oranien-Fulda entstand aufgrund des Reichsdeputationshauptschlusses 1803. In Bezug auf die Rechtsprechung und Verwaltung wurde mit der Landesherrlichen Verordnung die Ober= und Ämter betreffend vom 8. Januar 1803 eine Neuorganisation der bestehenden Ämter vorgenommen. Das Oberamt Haselstein blieb unverändert. Das Amt trug nun die Bezeichnung eines Amtes II. Klasse.

### Großherzogtum Frankfurt
1806 wurde das Fürstentum Nassau-Oranien-Fulda französisch besetzt und 1810 Teil des Großherzogtums Frankfurt. In der Franzosenzeit gehörte das Amt als Distriktsmairie Haselstein zum Departement Fulda, an der Struktur änderte sich nichts (siehe hierzu Gerichtsorganisation im Großherzogtum Frankfurt). Insbesondere die Trennung der Rechtsprechung von der Verwaltung wurde nicht eingeführt.

### Kurhessen
Gemäß der Schlussakte des Wiener Kongresses vom 9. Juli 1815 ging das Amt an das Königreich Preußen über. Dieses übertrug das Amt am 16. Oktober 1815 an das Kurfürstentum Hessen. Das Amt Haselstein wurde 1817 aufgelöst und sein Sprengel auf das Amt Hünfeld und das Amt Eiterfeld verteilt.

## Umfang
Das Amt umfasste am Ende des HRR Großentaft, Grüsselbach, Haselstein, Kirchhasel, Rasdorf, Setzelbach, Soisdorf und Treischfeld. In den Huldigungsprotokollen des 17. und 18. Jahrhunderts werden noch Stendorf (heute Kirchhasel) und die Wüstungen Biengarten, Blidenstat, Folmaresdorf, Rode, Schmide, Standorf, Weihershof und Zetendorf genannt.

## Persönlichkeiten
- Oberamtmann Ferdinand Freiherr von Münster (1800)
- Amtsvogt Anton Landvogt (1788–1817)
- Amtsvogt Philipp Ignaz Landvogt (1756–1788)